# Jessica fidelis
Jessica fidelis är en spindelart som först beskrevs av Cândido Firmino de Mello-Leitão 1922. 
Jessica fidelis ingår i släktet Jessica och familjen spökspindlar. Inga underarter finns listade i Catalogue of Life.